# 公冶长

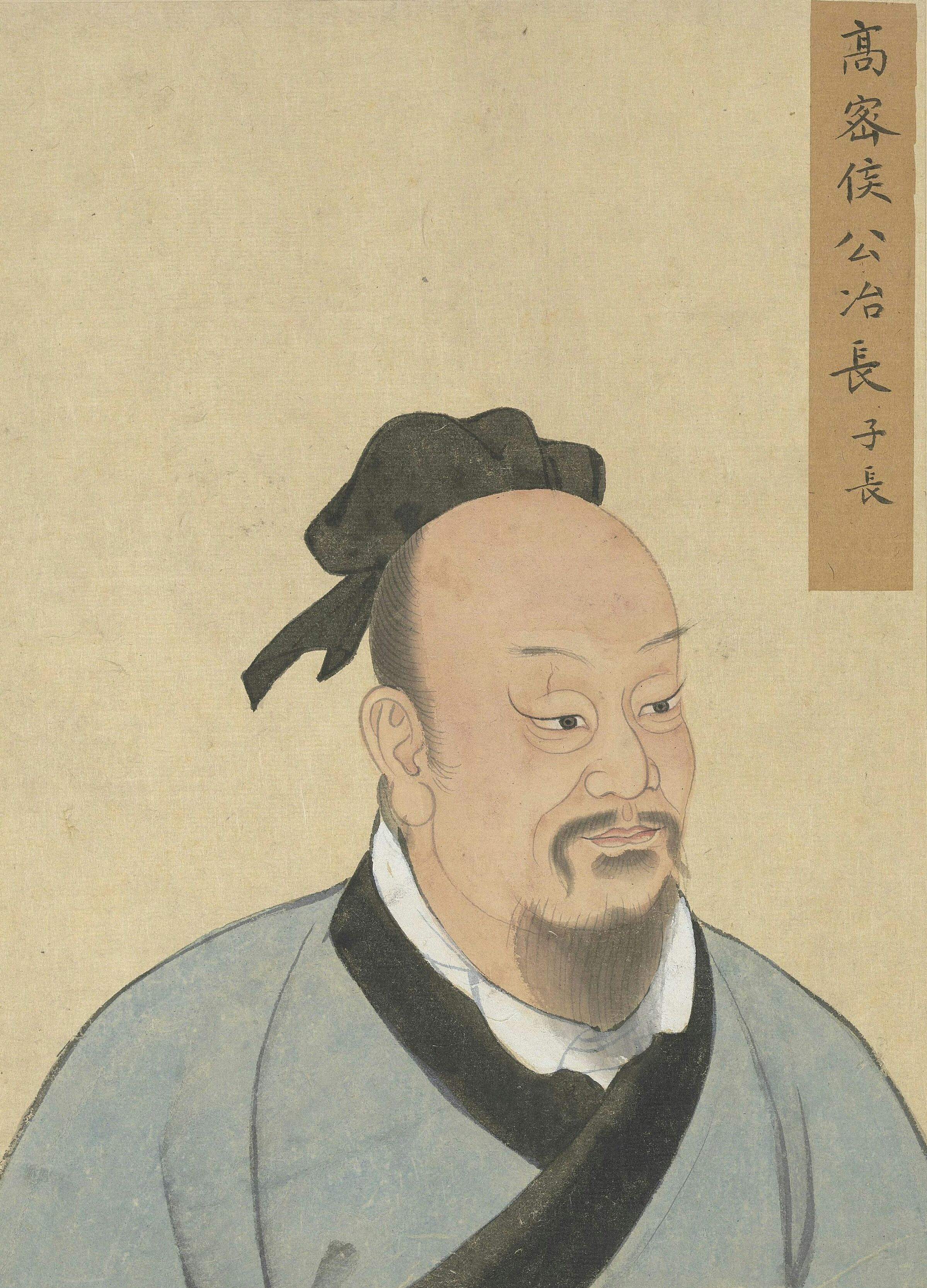
公冶長

公冶长（前519年—前470年），名长，字子长，春秋时期齐国人（一说鲁国人）。他是孔子弟子之一，也是孔子女婿。孔子将自己的女儿嫁给了公冶长。相传，公冶长通鸟语。《论语》第五篇的篇名为《公冶长》。
唐玄宗尊之为“莒伯”，宋真宗加封为“高密侯”。明嘉靖九年改称“先贤公冶子”。

## 相关记载
- 《论语》公冶長第五之一：子谓公冶长：“可妻也。虽在缧绁之中，非其罪也。”以其子妻之。
- 金文京：〈公冶長解鳥語考 （页面存档备份，存于）〉。